# スターマン (競走馬)
スターマン（欧字名:Star Man、1991年5月12日 - 不明）は、日本の競走馬、種牡馬。
1994年の京都新聞杯で、この年にクラシック三冠を達成する単勝元返しの1番人気ナリタブライアンを破ったことで知られる。他の勝ち鞍に同年の神戸新聞杯、鳴尾記念。最強を葬った男と呼ばれた。

## 経歴

### 競走馬時代
1993年10月16日、デビュー戦となる京都競馬場（ダート1400メートル）の新馬戦を逃げ切って勝利した。その後も脚元の不安からダートを中心に使われ、春のクラシックには間に合わなかった。1994年4月17日、関東でクラシック一冠目の皐月賞が行われるのと同じ日に、阪神競馬場のれんげ賞でようやく2勝目を挙げた。後続を3馬身半の差突き放した上、勝ち時計もレコードに0秒1差という優秀なものであった。これを契機に能力が開花し、白藤ステークスを勝利、神戸新聞杯でもメルシーステージを破って重賞初制覇を果たした。
続いて、菊花賞を前に京都新聞杯に出走。このレースには、三冠を狙うナリタブライアンも秋緒戦として出走していた。ナリタブライアンは単勝1.0倍という圧倒的人気を集め、日本ダービーでナリタブライアンに続く2着となったエアダブリンが2番人気で11.3倍、3連勝中だったスターマンは15.5倍の3番人気に過ぎなかった。レースでは馬群の外を回って先頭に立ったナリタブライアンに対し、内ラチ沿いから上手く抜けだしたスターマンが競り勝ち、4連勝を達成した。
その後の菊花賞では、三冠を達成したナリタブライアンに対し、5着に敗れる。そしてこれが結果的に唯一のGI出走となった。鳴尾記念は4馬身差で勝利したが、アメリカジョッキークラブカップでは5着。そして大阪杯に向けた調整中に屈腱炎を発症し、長い休養に入った。1年半後の6歳の夏にダートのオープン特別KBC杯で復帰したが、9着に敗れる。だが、小倉記念と朝日チャレンジカップで続けて2着と健闘した。しかし朝日チャレンジカップのレース中、右前脚の浅屈腱を断裂したことが判明し、そのまま現役引退となった。

### 引退後
引退後は種牡馬となったが、中央競馬でオープンクラスまで昇級したナゾ以外の活躍馬はなく、また血統登録された産駒もわずか20頭に過ぎなかった。
2002年に種牡馬も引退し、その後は引退名馬繋養展示事業の助成を受けながら、愛知県の乗馬クラブで2007年夏頃まで引退名馬として繋養されていた。その後、繋養先が変わり、去勢されたうえで乗馬として再調教され2008年には大会にも出場した。この際、用途が乗馬となったことから助成対象外となった。以降の消息については確かな情報がなく、2022年現在において生存が確認できない状況である。

## 競走成績
| 年月日 | 年月日 | 年月日 | 競馬場 | レース名        | 格      | オッズ（人気） | 着順 | 距離（馬場）  | タイム (上り3F) | 着差  | 騎手     | 勝ち馬/ (2着馬)        |
| 1993   | 10.    | 16     | 京都   | 3歳新馬         |         | 02.1 (1人)     | 1着  | ダ1400m（良） | 1:26.5 (39.3)   | 0.1秒 | 河内洋   | （ワンダーラトラー）   |
|        | 12.    | 11     | 中京   | 樅の木賞        | 500万下 | 08.7 (4人)     | 3着  | 芝1200m（良） | 1:10.9 (36.9)   | 0.3秒 | 角田晃一 | ダンディロイヤル       |
| 1994   | 1.     | 15     | 阪神   | 寒梅賞          | 500万下 | 07.8 (2人)     | 8着  | ダ1400m（良） | 1:28.3 (40.0)   | 2.0秒 | 河内洋   | エイシンオクラホマ     |
|        | 3.     | 19     | 中京   | 4歳500万下      |         | 08.8 (4人)     | 5着  | ダ1000m（良） | 1:01.1 (37.5)   | 0.9秒 | 河内洋   | トロナラッキー         |
|        | 4.     | 17     | 阪神   | れんげ賞        | 500万下 | 13.9 (5人)     | 1着  | 芝1200m（良） | 1:09.8 (35.5)   | 0.6秒 | 藤田伸二 | （シンメイリボーン）   |
|        | 6.     | 5      | 阪神   | 白藤S           | 900万下 | 07.4 (3人)     | 1着  | 芝1600m（良） | 1:34.5 (34.5)   | 0.3秒 | 藤田伸二 | （オースミナポレオン） |
|        | 9.     | 18     | 中京   | 神戸新聞杯      | GII     | 05.8 (3人)     | 1着  | 芝2000m（良） | 2:00.6 (35.7)   | 0.4秒 | 藤田伸二 | （メルシーステージ）   |
|        | 10.    | 16     | 阪神   | 京都新聞杯      | GII     | 15.5 (3人)     | 1着  | 芝2200m（良） | 2:12.1 (34.4)   | 0.1秒 | 藤田伸二 | （ナリタブライアン）   |
|        | 11.    | 6      | 京都   | 菊花賞          | GI      | 10.5 (4人)     | 5着  | 芝3000m（稍） | 3:05.9 (35.5)   | 1.3秒 | 藤田伸二 | ナリタブライアン       |
|        | 12.    | 10     | 阪神   | 鳴尾記念        | GII     | 01.7 (1人)     | 1着  | 芝2500m（良） | 2:33.3 (35.0)   | 0.7秒 | 藤田伸二 | （ヤマニンバイタル）   |
| 1995   | 1.     | 22     | 中山   | AJCC            | GII     | 01.5 (1人)     | 5着  | 芝2200m（良） | 2:14.8 (35.2)   | 0.4秒 | 藤田伸二 | サクラチトセオー       |
| 1996   | 7.     | 14     | 小倉   | KBC杯           | OP      | 08.3 (3人)     | 9着  | ダ1700m（良） | 1:49.0 (41.3)   | 3.7秒 | 角田晃一 | メイショウアムール     |
|        | 8.     | 11     | 小倉   | 小倉記念        | GIII    | 09.7 (5人)     | 2着  | 芝2000m（良） | 2:00.9 (35.2)   | 0.2秒 | 熊沢重文 | ヒシナタリー           |
|        | 9.     | 8      | 阪神   | 朝日チャレンジC | GIII    | 03.6 (2人)     | 2着  | 芝2000m（良） | 1:59.6 (34.7)   | 0.1秒 | 藤田伸二 | マーベラスサンデー     |

## 血統表
| スターマンの血統（リボー系 / Nasrullah 5×5=6.25%） | スターマンの血統（リボー系 / Nasrullah 5×5=6.25%） | スターマンの血統（リボー系 / Nasrullah 5×5=6.25%） | （血統表の出典）    | （血統表の出典）    |
| 父 *ワイズカウンセラー Wise Counsellor 1983 鹿毛   | 父の父Alleged 1974 鹿毛                            | Hoist the Flag                                     | Tom Rolfe           | Tom Rolfe           |
| 父 *ワイズカウンセラー Wise Counsellor 1983 鹿毛   | 父の父Alleged 1974 鹿毛                            | Hoist the Flag                                     | Wavy Navy           |                     |
| 父 *ワイズカウンセラー Wise Counsellor 1983 鹿毛   | 父の父Alleged 1974 鹿毛                            | Princess Pout                                      | Prince John         | Prince John         |
| 父 *ワイズカウンセラー Wise Counsellor 1983 鹿毛   | 父の父Alleged 1974 鹿毛                            | Princess Pout                                      | Determined Lady     |                     |
| 父 *ワイズカウンセラー Wise Counsellor 1983 鹿毛   | 父の母Quarrel 1973 栗毛                            | Raise a Native                                     | Native Dancer       | Native Dancer       |
| 父 *ワイズカウンセラー Wise Counsellor 1983 鹿毛   | 父の母Quarrel 1973 栗毛                            | Raise a Native                                     | Raise You           |                     |
| 父 *ワイズカウンセラー Wise Counsellor 1983 鹿毛   | 父の母Quarrel 1973 栗毛                            | Rhubarb                                            | Barbizon            | Barbizon            |
| 父 *ワイズカウンセラー Wise Counsellor 1983 鹿毛   | 父の母Quarrel 1973 栗毛                            | Rhubarb                                            | Judy Rullah         |                     |
| 母 ケイテイルート 1978 黒鹿毛                      | 母の父*ダンディルート Dandy Lute 1972 鹿毛         | Luthier                                            | Klairon             | Klairon             |
| 母 ケイテイルート 1978 黒鹿毛                      | 母の父*ダンディルート Dandy Lute 1972 鹿毛         | Luthier                                            | Flute Enchantee     |                     |
| 母 ケイテイルート 1978 黒鹿毛                      | 母の父*ダンディルート Dandy Lute 1972 鹿毛         | Dentrelic                                          | Prudent             | Prudent             |
| 母 ケイテイルート 1978 黒鹿毛                      | 母の父*ダンディルート Dandy Lute 1972 鹿毛         | Dentrelic                                          | Relict              |                     |
| 母 ケイテイルート 1978 黒鹿毛                      | 母の母タイズキ 1968 黒鹿毛                         | *グレイモナーク Grey Monarch                       | Grey Sovereign      | Grey Sovereign      |
| 母 ケイテイルート 1978 黒鹿毛                      | 母の母タイズキ 1968 黒鹿毛                         | *グレイモナーク Grey Monarch                       | White Lodge         |                     |
| 母 ケイテイルート 1978 黒鹿毛                      | 母の母タイズキ 1968 黒鹿毛                         | タイフレーム                                       | *ライジングフレーム | *ライジングフレーム |
| 母 ケイテイルート 1978 黒鹿毛                      | 母の母タイズキ 1968 黒鹿毛                         | タイフレーム                                       | 隆勝 F-No.4-r       |                     |

- 妹の孫に重賞3勝のガルボがいる。